# Andrew Atkinson Humphreys
Pour les articles homonymes, voir Humphreys.
Andrew Atkinson Humphreys (né le 2 novembre 1810 à Philadelphie, État de Pennsylvanie, et décédé le 27 décembre 1883 à Washington DC) est un major-général de l'Union. Il est enterré au cimetière du Congrès, Washington DC.

## Avant la guerre de Sécession
Andrew Atkinson Humphreys est le fils de Samuel Humphreys, chef constructeur de la Navy et le petit-fils de Joshua Humphreys appelé « le père de la Navy américaine ».
Il sort diplômé de West Point en 1831.
Il est breveté et promu second lieutenant le 1er juillet 1831 dans le 2nd U.S. Artillery.
Il est promu premier lieutenant le 16 août 1836 et affecté en Floride où il participe aux guerres séminoles. Son état de santé l'oblige à quitter l'armée le 30 septembre 1836.
Il réintègre l'armée en tant que premier lieutenant dans le corps des ingénieurs topographes le 7 juillet 1838. Il participe alors à la cartographie des côtes américaines. Ses missions topographiques le priveront de l'expérience du combat acquises par ses pairs lors de la guerre américano-mexicaine.
Il est promu capitaine le 31 août 1848. De 1850 jusqu'au début de la guerre de Sécession, il est responsable de la cartographie du fleuve Mississippi et, en particulier, de celle du delta. Pendant cette affectation, il rédige, avec Henry Larcom Abbot, un  Rapport sur la physique et l'hydraulique du fleuve Mississippi, dans lequel ils détaillent les facteurs concourant aux débordements du fleuve et l'état du système de digues. Entre 1853 et 1854, il voyage en Europe pour étudier les moyens de prévention des inondations dans les deltas. De 1856 à 1862, il est membre du bureau des phares. Sous la supervision de Jefferson Davis, il dirige une étude sur le chemin de fer du Pacifique.

## Guerre de Sécession

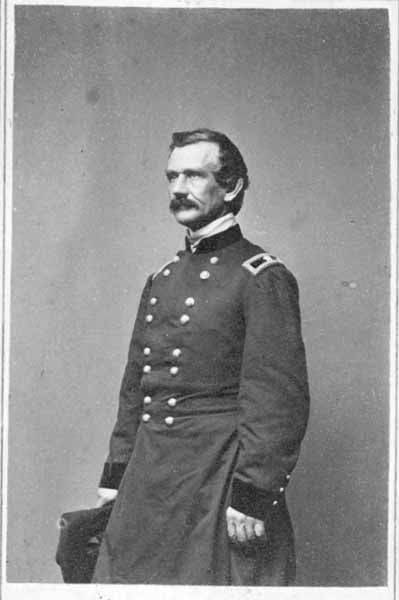
Photographie du brigadier-général Andrew A. Humphreys en 1862.

Andrew Atkinson Humphreys est promu commandant le 6 août 1861. Son amitié avec Jefferson Davis lui porte préjudice au début du conflit ; il est affecté à l'armée du Potomac où il est employé à la cartographie des batailles et des plans stratégiques. Il est nommé colonel à compter du 5 mars 1862. Il participe à la campagne de la Péninsule en tant que chef des ingénieurs topographes de l'armée du Potomac, commandée par le général George B. McClellan. Les compétences de Humphreys sont alors remarquées et reconnues par McClellan.
Il est nommé brigadier-général des volontaires le 28 avril 1862. Il prend alors le commandement de la 3rd division du Ve Corps qu'il commande lors de la bataille d'Antietam. Les deux brigades d'infanterie qui composent sa division sont formées par de jeunes recrues inexpérimentées et sont positionnées en réserve à Alexandria. Après que le général McClellan ait ordonné à Humphreys de faire converger sa division vers Antetiam, il entraîne ses hommes dans une marche de nuit de 37 kilomètres le 17 septembre 1862. Pendant cette marche, il n'aura perdu que 600 hommes sur les 6 000 et sa division est prête au combat à 10 heures le 18 septembre 1862.

### Fredericksburg
Son premier véritable combat est la bataille de Fredericksburg, où il commande sa division lors du cinquième et dernier assaut en colonne pour prendre les positions confédérées à Marye's Heights. Il commande personnellement l'assaut à la baïonnette. Un jeune officier écrit de lui :

« J'apprécie de voir un homme courageux, sauf lorsqu'il s'agit d'un homme qui sort avec seul objectif de se faire abattre, à ce qu'il me semble, à la manière d'un fou. »

Il écrit à sa femme, après cet engagement :

« Alors qu'une tempête de balles sifflait autour de moi, et que les obus et leurs éclats éclataient près de moi dans tous les sens et avec des sifflements, l'excitation a augmenté, plus glorieuse encore. Oh, c'était sublime ! »

Dans une lettre à un ami, il écrit : 

« Je me sentais comme une jeune fille de seize ans à son premier bal... Je me sentais plus comme un dieu que comme un homme. »

Malgré son courage, les brigades reculent et subissent des pertes sévères (1 760 tués, blessés ou disparus représentant plus de 50 % des effectifs).
Il est breveté colonel le 13 décembre 1862 pour bravoure et service méritoire lors de la bataille de Fredericksburg.
Il est promu lieutenant-colonel dans le corps des ingénieurs le 3 mars 1863. Il participe à la bataille de Chancellorsville où il couvre la retraite de l'armée de Joseph Hooker lors de la traversée de la rivière Rappahannock. Sa division ne subit que 277 pertes (22 tués, 197 blessés et 55 disparus). La 3rd division de Humprhreys est dissoute le 23 mai 1863, date à laquelle il prend le commandement de la 2nd division du IIIe corps, en remplacement du général Hiram Gregory Berry, tué au combat à Chancellorsville.

### Gettysburg
Le 28 juin 1863, Humphreys décline la proposition du général Meade d'être son chef d'état-major, préférant rester à la tête d'une division. Il commande la 2nd division du IIIe corps lors de la bataille de Gettysburg. Sous les ordres du général Daniel Sickles, ses troupes livrent les combats le plus féroces de la bataille. Il est nommé major-général des volontaires le 8 juillet 1863.
Henry Larcom Abbot écrit de Humphreys :

« Le général Humphreys exerce un magnétisme personnel qui peut difficilement être exprimé par des mots. Ses manières sont marquées par toute la courtoisie élégante de la vieille école, tandis que la simplicité non affectée et la modestie de son caractère, et la force et la vigueur de ses idées, laissent une impression qui ne peut pas facilement s'effacer. »

Il sert comme chef d'état-major du général George G. Meade entre 1863 et 1864. Il participe à la bataille de Bristoe et à la bataille de Mine Run. Il prend ensuite le commandement du IIe corps puis du IIIe corps.
Il participe à la bataille de la Wilderness et à celles de Spotsylvania, Cold Harbor et de Petersburg. Le 13 mars 1865, il est breveté brigadier-général pour bravoure et service méritoire lors de la bataille de Gettysburg et major-général pour les mêmes motifs à la bataille de Sailors Creek. Il participa brillamment à la bataille d'Appomattox Courthouse aux côtés du général George Meade.

## Après la guerre
Andrew Atkinson Humphreys est nommé brigadier-général, chef des ingénieurs, dans l'armée régulière le 8 août 1866 et quitte le service actif des volontaires le 1er septembre 1866.
Il prend sa retraite le 30 juin 1879. Il écrit alors plusieurs mémoires relatant son service durant la guerre de Sécession, où il détaille la campagne de Gettysburg et la campagne de Virginie.